# Irbid
Irbid je město v Jordánsku, hlavní a největší město irbidského governorátu. Je to třetí největší město v Jordánsku a druhé největší, pokud počítáme jeho metropolitní území, které čítá 660 000 obyvatel. Nachází se asi 70 km na sever od Ammánu v úrodné krajině. Je to dopravní uzel mezi Sýrií, Ammánem a městem Mafrak na východě. Nachází se zde také několik univerzit.
Město má dlouhou historii, jeho území bylo obývané již v době bronzové. V období helénismu se město nazývalo Arabella. Posléze město dobyli muslimové a v roce 636 se nedaleko odehrála bitva u Jarmúku, ve které muslimské armády porazily byzantské vojsko.

## Partnerská města
- Jasy, Rumunsko